# Горшково (Дмитровський міський округ)
Горшко́во (рос. Горшково) — селище (колишній присілок) у складі Дмитровського міського округу Московської області, Росія.

## Населення
Населення — 2386 осіб (2010; 2749 у 2002).
Національний склад (станом на 2002 рік):
- росіяни — 95 %

## Пам'ятки архітектури
У селі знаходиться пам'ятка архітектури місцевого значення — братська могила радянських воїнів, які загинулу у 1941—1943 рр.